# Le Pianiste
Pour les articles homonymes, voir Pianiste (homonymie).
Ne doit pas être confondu avec La Pianiste, film de Michael Haneke et The Pianist, film de Claude Gagnon
Pour plus de détails, voir Fiche technique et Distribution.
Le Pianiste (The Pianist) est un drame historique franco-polono-germano-britannique réalisé par Roman Polanski, sorti en 2002. Ce film est tiré d'une histoire vraie ; il est adapté du roman autobiographique homonyme de Władysław Szpilman, censuré pendant des décennies par les autorités communistes, dans lequel celui-ci raconte la façon dont il a survécu dans le ghetto de Varsovie, puis après sa liquidation, jusqu'à l'insurrection de la résistance polonaise, et l'invasion soviétique.
Le film obtient la Palme d'or du Festival de Cannes 2002 ainsi que, notamment, sept César et trois Oscars en 2003, dont celui du meilleur réalisateur pour Polanski.

## Synopsis

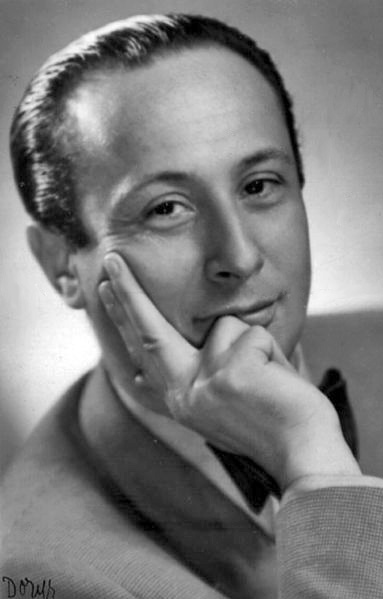
Władysław Szpilman (1911-2000)

Le film raconte l'histoire du pianiste polonais juif Władysław Szpilman, dit aussi Wladek. L'histoire se déroule à Varsovie en Pologne pendant la Seconde Guerre mondiale. W. Szpilman est alors le pianiste officiel de la Radio polonaise et une figure connue du milieu culturel polonais. Lorsque les nazis s'emparent de la ville, ils suppriment progressivement les droits des Juifs, puis les parquent dans le ghetto créé pour les regrouper en vue de leur extermination.
Tandis que sa famille est déportée au camp d’extermination de Treblinka, dont elle ne reviendra pas, W. Szpilman parvient à s'échapper de justesse du ghetto et est caché par des résistants polonais qui lui apportent régulièrement de quoi survivre. Ensuite, la ville étant devenue une zone de combat, il doit quitter sa cachette et trouve quelque temps refuge dans un hôpital déserté, puis dans une maison en ruine, peu avant l'arrivée de l'Armée rouge. Souffrant de faim et de soif, vivotant comme un des Robinson Crusoé de Varsovie, W. Szpilman se cache ensuite des Allemands dans un petit grenier, mais finit par être découvert par Wilm Hosenfeld, un officier allemand mélomane. Ce dernier, apprenant que W. Szpilman est pianiste, et convaincu de bientôt perdre la guerre puisque l'entrée des troupes soviétiques dans Varsovie semble inéluctable, va lui procurer chaque jour, secrètement, la nourriture nécessaire à sa survie.
À la fin des combats, W. Szpilman manque de peu d'être abattu par les insurgés polonais, parce qu'il porte, en raison du froid, le manteau d'officier allemand que lui a laissé son protecteur.
Après la guerre, W. Szpilman reprendra le cours normal de sa vie et son métier de pianiste après avoir cherché à retrouver, en vain, l'officier allemand dont il avait appris l'arrestation. On apprendra bien plus tard qu'il était mort en 1952 alors qu'il était interné dans un camp de prisonniers en URSS. Władysław Szpilman, lui est mort à Varsovie le 6 juillet 2000, à l'âge de 88 ans.

## Fiche technique
- Titre français : Le Pianiste
- Titre original : The Pianist
- Réalisation : Roman Polanski

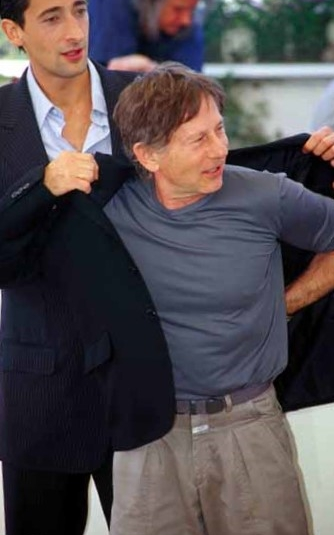
Adrian Brody et Roman Polanski, festival de Cannes, 2002

- Scénario : Ronald Harwood, d'après l'œuvre de Władysław Szpilman
- Direction artistique : Nenad Pecur
- Costumes : Anna B. Sheppard
- Décors : Allan Starski
- Photographie : Paweł Edelman
- Son : Jean-Marie Blondel
- Montage : Hervé de Luze
- Musique : Wojciech Kilar
- Production : Robert Benmussa, Roman Polanski, Alain Sarde
  - Production déléguée : Daniel Champagnon
  - Production exécutive : Timothy Burrill, Henning Molfenter et Lew Rywin (en)
  - Co-production : Gene Gutowski
- Sociétés de production : Canal+, Studios de Babelsberg et StudioCanal
- Sociétés de distribution : 
  - BAC Films (France)
  - Tobis Film (Allemagne) Syrena Entertainment Group (Pologne)
  - Pathé (Royaume-Uni)
- Budget : 35 millions de dollars
- Pays de production :  France (majoritaire),  Royaume-Uni,  Allemagne et  Pologne
- Langue : anglais, allemand
- Format : couleurs - 1,85:1 - DTS / Dolby Digital - 35 mm
- Genre : drame, biopic, historique et guerre
- Durée : 143 minutes
- Dates de sortie : 
  - France : 24 mai 2002 (festival de Cannes 2002) ; 25 septembre 2002 (sortie nationale)
  - Pologne : 6 septembre 2002
  - Allemagne : 24 octobre 2002
  - Royaume-Uni : 24 janvier 2003

## Distribution

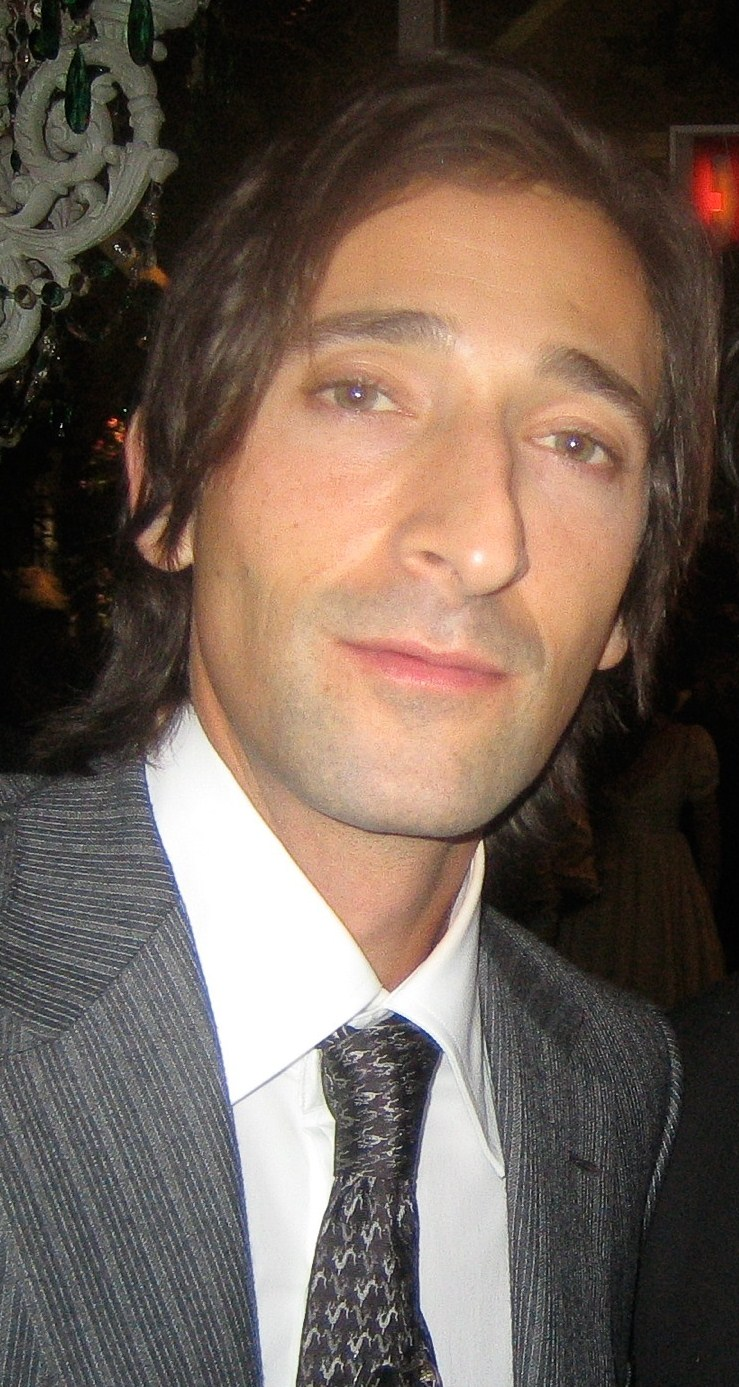
Adrien Brody, l'interprète de Władysław Szpilman dans le film.

- Adrien Brody (VF : Laurent Natrella) : Władysław Szpilman
- Thomas Kretschmann : le capitaine Wilm Hosenfeld
- Frank Finlay : le père
- Maureen Lipman : la mère
- Emilia Fox : Dorota
- Ed Stoppard (VF : Jean-Christophe Dollé) : Henryk Szpilman
- Ronan Vibert : Andrzej Bogucki
- Michał Żebrowski : Jurek
- Richard Ridings : M. Lipa
- Daniel Caltagirone : Majorek
- Valentine Pelka : le mari de Dorota
- Zbigniew Zamachowski : le client aux pièces
- Popeck : « Rabbi » Rubinstein
- Julia Rayner (en) : Regina Szpilman
- Jessica Kate Meyer (en) : Halina Szpilman
- Ruth Platt (en) : Janina Bogucki
- Roy Smiles (en) : Itzhak Heller

## Production

### Développement et casting
L'histoire avait des liens profonds avec le réalisateur Roman Polanski, parce qu'il s'est échappé du ghetto de Cracovie alors qu'il était enfant après la mort de sa mère. Il a fini par vivre dans la grange d'un agriculteur polonais jusqu'à la fin de la guerre. Son père a failli mourir dans les camps, mais ils se sont réunis après la fin de la Seconde Guerre mondiale.
À l'origine, Steven Spielberg, grand ami de Polanski, lui proposa de filmer La Liste de Schindler, Polanski refuse, trouvant la blessure trop forte, près de Cracovie où il vécut un traumatisme.
Il rencontra Władysław Szpilman et trouva que c'était la bonne occasion pour aborder cette période. Le récit autobiographique est publié vers les années 2000 alors que l'ouvrage est écrit en 1946. Le pianiste meurt en 2000, durant l'écriture du scénario.
Joseph Fiennes était le premier choix de Polanski pour le rôle principal, mais il l'a refusé en raison d'un engagement antérieur envers un rôle théâtral. Plus de 1 400 acteurs ont auditionné pour le rôle de Szpilman lors d'un appel de casting à Londres, mais Polanski n'était pas satisfait de tous ceux qui ont essayé. Finalement, Polanski a regardé Harrison's Flowers, puis Polanski a décidé d'offrir à Adrien Brody le rôle principal lors de leur première rencontre à Paris.

### Tournage
Le tournage a commencé le 9 février 2001 aux studios de Babelsberg à Potsdam, en Allemagne. Le ghetto de Varsovie et la ville environnante ont été recréés sur le backlot du studio de Babelsberg comme ils auraient été pendant la guerre. Les anciennes casernes de l'armée soviétique ont été utilisées pour créer la ville en ruine, car elles allaient être détruites de toute façon.
Les premières scènes du film ont été tournées dans l'ancienne caserne de l'armée. Peu de temps après, l'équipe de tournage a déménagé dans une villa à Potsdam, qui a servi de maison où Szpilman rencontre Hosenfeld. Le 2 mars 2001, le tournage a ensuite été transféré dans un hôpital militaire soviétique abandonné à Beelitz, en Allemagne. Les scènes mettant en scène des soldats allemands détruisant un hôpital de Varsovie avec des lance-flammes y ont été filmées. Le 15 mars, le tournage a finalement été transféré aux studios Babelsberg. La première scène tournée en studio était la scène complexe et techniquement exigeante dans laquelle Szpilman est témoin du soulèvement du ghetto.
Le tournage s'est terminé le 26 mars et a déménagé à Varsovie le 29 mars. Le quartier délabré de Praga a été choisi pour le tournage en raison de son abondance de bâtiments d'origine. Le département artistique a construit ces bâtiments d'origine, recréant la Pologne de la Seconde Guerre mondiale avec des panneaux et des affiches de l'époque. D'autres tournages ont également eu lieu autour de Varsovie. La scène de l' Umschlagplatz où Szpilman, sa famille et des centaines d'autres Juifs attendent d'être emmenés dans les camps d'extermination a été filmée à l'Université de la Défense nationale de Varsovie.

## Accueil

### Accueil critique
Le Pianiste a été largement acclamé par la critique, la performance de Brody, le scénario de Harwood et la mise en scène de Polanski ayant reçu des éloges particuliers. Sur le site Web d'agrégation d'avis Rotten Tomatoes, 95 % des 190 avis de critiques sont positifs, avec une note moyenne de 8,2/10. Le consensus du site Web se lit comme suit : "Bien joué et dramatiquement émouvant, Le Pianiste est le meilleur travail de Polanski depuis des années". Sur Metacritic, le film a une note moyenne pondérée de 85 sur 100, basée sur 40 critiques, ce qui indique une "acclamation universelle".
En France, sur le site Allociné, la note moyenne du film pour les 23 critiques de presse française recensées est de 4,1 sur 5, et la note moyenne des critiques du public est de 4,4 sur 5.

## Récompenses et distinctions
Le film est un triomphe critique et commercial, le meilleur pour Polanski depuis Tess. Aux Oscars, il obtient la première statuette de sa carrière. Elle lui est remise par Harrison Ford, au Festival du Film de Deauville en septembre 2003, puisque Polanski ne pouvait se rendre aux États-Unis,. Le Pianiste fait partie des deux seuls films avec Amour de Michael Haneke à avoir reçu à la fois la Palme d'or et le César du meilleur film.

### Récompenses
- Palme d'or au Festival de Cannes 2002
- Prix Jacques-Prévert du scénario 2002, catégorie meilleur scénario adapté pour Ronald Harwood
- Césars 2003
  - César du meilleur film : Roman Polanski et ses producteurs Robert Benmussa et Alain Sarde
  - César du meilleur réalisateur : Roman Polanski
  - César du meilleur acteur : Adrien Brody
  - César de la meilleure musique écrite pour un film : Wojciech Kilar
  - César du meilleur décor : Allan Starski
  - César de la meilleure photographie : Paweł Edelman
  - César du meilleur son : Jean-Marie Blondel, Gérard Hardy et Dean Humphreys
- Goyas 2003 : meilleur film européen
- Oscars 2003
  - Oscar du meilleur réalisateur : Roman Polanski
  - Oscar du meilleur acteur : Adrien Brody
  - Oscar du meilleur scénario adapté : Ronald Harwood
- BAFTA Awards 2003
  - BAFTA du meilleur film
  - BAFTA du meilleur réalisateur : Roman Polanski

### Nominations
- Césars 2003
  - César du meilleur scénario original ou adaptation : Ronald Harwood
  - César du meilleur montage : Hervé de Luze
  - César des meilleurs costumes : Anna B. Sheppard
- Oscars 2003
  - Oscar du meilleur film : Roman Polanski, Robert Benmussa et Alain Sarde, producteurs
  - Oscar de la meilleure photographie : Paweł Edelman
  - Oscar des meilleurs costumes : Anna B. Sheppard
  - Oscar du meilleur montage : Hervé de Luze
- Golden Globe 2003
  - Golden Globe du meilleur film dramatique
  - Golden Globe du meilleur acteur dans un film dramatique - Adrien Brody
- BAFTA Awards 2003
  - BAFTA du meilleur acteur : Adrien Brody
  - BAFTA de la meilleure photographie : Paweł Edelman
  - BAFTA du meilleur scénario adapté : Ronald Harwood
  - BAFTA du meilleur son : Jean-Marie Blondel
  - BAFTA de la meilleure musique de film : Wojciech Kilar

### Musiques utilisées dans le film
La musique est dans ce film un élément central. Les pièces classiques interprétées sont presque toutes du compositeur Frédéric Chopin. En voici la liste (non exhaustive, sans ordre chronologique) :
- Ballade nº 1 en sol mineur opus 23 (extrait). Cette pièce est jouée par Władysław Szpilman devant l'officier de la Wehrmacht Wilm Hosenfeld. Il est joué une courte version du morceau, qui dure environ 10 minutes dans sa version originale.
- Concerto pour piano nº 1 en mi mineur opus 11 (extrait), joué dans le restaurant du ghetto. Le concerto est joué sur l'air Umówiłem się z nią na dziewiątą, un tango polonais composé en 1937 par Henryk Wars.
- Grande Polonaise brillante (Extr. de l'Andante spianato et Grande Polonaise brillante), en mi bémol majeur op 22 pour piano et orchestre, qui est jouée durant le générique de fin.
- Nocturne nº 20 en ut dièse mineur, opus posthume, joué dans les studios, au début ainsi qu'à la fin du film.
- Mazurka en la mineur op 17 numéro 4 (extrait). On peut entendre ce morceau joué par les voisins du pianiste lorsque celui-ci est caché dans un appartement de Varsovie.

Quelques autres pièces que l'on peut aussi entendre, de différents compositeurs :
- Prélude de la Suite pour violoncelle nº 1. BWV 1007 en sol majeur de Johann Sebastian Bach (extrait)
- Premier mouvement de la Sonate pour piano nº 14 de Beethoven en do dièse mineur opus 27, dite Sonate au clair de lune (extrait)

Les morceaux au piano sont des enregistrements du pianiste polonais Janusz Olejniczak (1952-2024).
On peut aussi entendre de la musique traditionnelle juive, dite « klezmer » et plus précisément le morceau le plus populaire de ce registre Gasn Nign, qui est traditionnellement joué lors de mariages.
Une controverse existe, selon laquelle le jury des Césars a accordé sa récompense à Wojciech Kilar, croyant que les œuvres de Chopin avaient été composés par lui, ou qu'il lui a accordé cette distinction voulant récompenser la totalité de la musique dont la plupart était en fait de ce célèbre compositeur.[réf. nécessaire]

## Adaptation théâtrale
Le Pianiste a été joué en pièce de théâtre pour la première fois au « Manchester International Festival » en 2007. Cette pièce de théâtre rappelle les expériences d'un musicien juif, sans nom, piégé à Varsovie pendant l'occupation nazie. Il commence la guerre en tant que membre d'une famille juive heureuse, vivant avec ses deux parents et ses deux sœurs ; à la fin, il perd toute sa famille, mais a été forcé à vivre comme un animal, enfermé dans le grenier d'une maison abandonnée.
La pièce est constituée de nombreux monologues (lus par Peter Guinness) intercalés avec des morceaux de Chopin au piano joués par le Français Mikhail Rudy. L'acteur (Peter Guinness) raconte la vie de Wladyslaw Spzilman en décrivant les horreurs de la Seconde Guerre mondiale dans les monologues.

#### Articles
- Jean-Yves Dana, « Le pianiste », Okapi no 723, Groupe Bayard, Paris, 1er octobre 2002, p. 24,  (ISSN 0751-6002)